# جوسيب ساستر
جوسيب ساستر بيرسيبا (بالإسبانية: José Sastre Perciba) ؛ من مواليد 25 يونيو 1906 – 2 يونيو 1962) كان لاعب كرة قدم إسبانيًا لعب كلاعب خط وسط. اشتهر بفترته مع برشلونة في عشرينيات وثلاثينيات القرن الماضي.

## المسيرة
لعب ساستر لبرشلونة من عام 1924 إلى عام 1933، وسجل 116 هدفًا في 167 مباراة. سجل ساستر الهدف الأول على الإطلاق في ديربي برشلونة، حيث فاز برشلونة على إسبانيول 1–0 في 7 أبريل 1929.

## المسيرة الدولية
ظهر ساستر مرة واحدة مع منتخب إسبانيا في الفوز 1–0 على تشيكوسلوفاكيا في 1 يناير 1930، وسجل هدف فريقه في مباراة الفوز في أول ظهور له.

## الألقاب
برشلونة
- الدوري الاسباني : 1929

## روابط خارجية
- جوسيب ساستر على موقع ناشيونال فوتبول تيمز (الإنجليزية)
- BDFutbol مدير Profiel
- الملف الشخصي NFT